# Lijst van heersers van Ceylon
Op deze pagina staan de heersers van het eiland Ceylon (hedendaags: Sri Lanka) vermeld.

## Koningen van Ceylon
- Vijaya 543 v.Chr. te Tambapanni
- Panduvasudeva 504 v.Chr. te Vijitapura
- Abhaya 474 v.Chr.
- Pandukabhaya 437 v.Chr. te  Anuradhapura
- Mutasiva 367 v.Chr.
- Devanampiya Tissa 307 v.Chr. 247 v.Chr.
- Uttiya 267 v.Chr.
- Mahasiva 257 v.Chr.
- Suratissa 247 v.Chr.
- Sena en Guttika 237 v.Chr.
- Asela 215 v.Chr.
- Elara 205 v.Chr., Tamil koning
- Dutthagamani 161 v.Chr. neemt de macht over van de Tamils
- Saddha Tissa 137 v.Chr.
- Thulatthana 119 v.Chr.
- Lanja Tissa 119 v.Chr.
- Khallata Naga 109 v.Chr.
- Vattagamani Abhaya 104 v.Chr. Tamils
- De Pancha Dravida  of Vijf Tamils (Pulahatta, Bahiya, Panyamara, Pilayamara et Dathika) 103 v.Chr.
- Vattagamani Abhaya (hersteld op de troon) 88 v.Chr.
- Mahachuli Mahatissa 76 v.Chr.
- Chorenaga 62 v.Chr.
- Kuda Tissa 50 v.Chr.
- Siva 47 v.Chr.
- Vatuka 47 v.Chr.
- Darubhatika Tissa 47 v.Chr.
- Niliya 47 v.Chr.
- Anula 47 v.Chr.
- Kutakanna Tissa 42 v.Chr. ; eerste uitgave van de Pali kanon
- Bhatikabhaya Abhaya 20 v.Chr.
- Mahadathika Mahanaga 9 v.Chr.
- Amandagamani Abhaya 21
- Kanirajanu Tissa 30
- Chulabhaya 33
- Sivali 35
- Ilanaga 38
- Chandamukha 44
- Yassalalaka Tissa 52
- Subha 60
- Vasabha 66
- Vankanasika Tissa 110
- Gajabahu I 113
- Mahallaka Naga 135
- Bhatika Tissa 141
- Kanittha Tissa 165
- Khujjanaga 193
- Kunchanaga 195
- Sirinaga I 196
- Voharika Tissa 215
- Abhayanaga 237
- Sirinaga II 245
- Vijaya Kumara 247
- Sangha Tissa I 248
- Sirisamghabodhi 252
- Gathabhaya 254
- Jettha Tissa I 267
- Mahasena 277
- Sirimeghavanna 304 tot 340
- Jettha Tissa II 332
- Buddhadasa 341
- Upatissa 370
- Mahanama 410 ; Faxian bezoekt Anuradhapura
- Mittasena 428 -429 ; invasie van de Tamils
- De Shad Dravida of Zes Tamils 436 (Pandu, Parindu, Khudda Parinda, Tiritara, Dathiya, Pithiya)
- Dhatusena 459 ; Sinhala herstel te Anuradhapura
- Kassapa I 477 ; constructie van Sigiriya.
- Moggallana I 491 te Anuradhapura.
- Kumara Dhatusena 508
- Kittisena 516
- Siva 517
- Upatissa II 517
- Silakala Ambosamanera 518
- Dathappabhuti 531
- Moggallana II 531
- Kittisirimegha 551
- Mahanaga 569
- Aggabodhi I 571
- Aggabodhi II 604
- Sangha Tissa 614
- Moggallana III 614
- Silameghavanna 619 ; begin van de Pallava overheersing
- Aggabodhi III  Sirisanghabodhi 629 onttroond
- Jettha Tissa III 628
- Aggabodhi III (terug op de troon) 629
- Dathopa Tissa I Hatthadpatha 639
- Kassapa II 650
- Dappula I 659
- Dathopa Tissa II 659
- Aggabodhi IV 667
- Datta 683
- Hatthadpatha II 684
- Manavanna 684 sluit een verbond met de Pallava
- Aggabodhi V 718
- Kassapa III 724
- Mahinda I 730
- Aggabodhi VI 733
- Aggabodhi VII 772 te Polonnaruwa ; Anuradhapura wordt voorlopig opgegeven
- Mahinda II Silamegha 777 te Anuradhapura
- Dappula II (of Udaya I) 797
- Mahinda III 801
- Aggabodhi VIII 804
- Dappula III 815
- Aggabodhi IX 831
- Sena I 833 ; De Pandya vallen Ceylon binnen en plunderen Anuradhapura.
- Sena II 853 sluit een verbond met de Pallava tegen de Pandya.
- Udaya II 887
- Kassapa IV 898
- Kassapa V 914
- Dappula IV 923
- Dappula V 924
- Udaya II 935
- Sena III 938
- Udaya III 946 ; De Chola plunderen Anuradhapura.
- Sena IV 954
- Mahinda IV 956
- Sena V 972
- Mahinda V 982 geeft Anuradhapura op als de stad door de Chola in 993 wordt ingenomen. Ze nemen de koning in 1017 gevangen.
- Kassapa VI 1019
- Mahalana Kitti 1040
- Vikkama Pandu 1042
- Jagatipala 1043
- Parakkama Pandu 1046
- Loka 1048
- Kassapa VII 1054
- Vijaya Bahu I 1055 bevrijdt het land van het Chola juk en vestigt zijn hoofdstad in Polonnaruwa, Dit is het koninkrijk van Rajarata.
- Jayabahu I 1110
- Vikkama Bahu I 1111
- Gajabahu II 1132
- Parakrama Bahu I 1153 herenigt het koninkrijk en verovert Rajarata in 1161
- Vijaya Bahu II 1186
- Mahinda VI 1187
- Nishshankamalla 1187
- Vikkamabahu II 1196 ; begin van een periode van dynastieke strijd, tot 1236
- Chodaganga 1196
- Lilavati (eerste periode) 1197
- Sahassamalla 1200
- Kalyanavati 1202
- Dharmashoka 1208
- Anikanga Mahadipada 1209
- Lilavati (tweede periode) 1209
- Lokissara 1210
- Lilavati (derde periode) 1211
- Parakrama Pandu 1212 wordt in 1214 gevangengenomen door de Kalinga. De koningen vestigen zich in Kurunegala. Polonnaruwa wordt opgegeven. Veel plaatselijke vorstendommen verdeeld of opgeheven.
- Magha 1215 Kalinga koning
- Vijayabahu III 1236
- Parakramabahu II 1236; Polonnaruwa opnieuw ten gunste van Dambadeniya verlaten.
- Vijayabahu IV 1270
- Bhuvanaikabahu I 1272 verlaat Dambadeniya en vestigt zich in Yapahuva.
- Parakramabahu III. 1287 keert naar Polonnaruwa terug. Marco Polo bezoekt hem in 1292.
- Bhuvanaikabahu II  1293 vestigt zich in Kurunagala, zijn nieuwe hoofdstad.
- Parakramabahu IV 1302
- Bhuvanaikabahu III 1326
- Vijayabahu V 1335
- Bhuvanaikabahu IV 1341-1351 vestigt zich in Gambola
- Parakramabahu V 1344-1359 vestigt zich te Dedigama. Jaffna wordt onafhankelijk.
- Vikramabahu III 1357-1374 te Gambola
- Bhuvanaikabahu V 1372-1408 te Gambola. Hij versterkt Kotte.
- Parakrama Bahu VI 1412-1467 te Kotte. Hij wordt door de Chinezen van admiraal Zheng He op de troon gezet. Deze had de koning van Rayigama gevangengenomen. Hij neemt het koninkrijk Jaffna in.
- Jayabahu II 1467 wordt koning te Kotte.
- Bhuvanaikabahu VI 1470-1478 sticht Kandy.
- Parakramabahu VII 1480
- Parakramabahu VIII 1484-1508 ; De Portugezen gaan in Colombo aan land en nemen het koninkrijk Kotte over.
- Bhuvanaikabahu VII stuurt in 1540 een ambassadeur naar Lissabon. Hij wordt door de Portugezen vermoord. Deze zetten zijn kleinzoon Dharmapala op de troon.
- Dharmapala 1551-1597, wordt in 1557 gedoopt, hij verlaat onder Portugees toezicht zijn hoofdstad Kotte voor Colombo. Per testament vermaakt hij zijn koninkrijk in 1580 aan Portugal.

## Koningen van Kandy
- Vimala Dharma Surya I 1590 Joris van Spilbergen bezoekt het hof van Kandy.
- Senarat 1604
- Rajasinha II 1629 vraagt in 1636 de VOC om hulp in het verdrijven van de Portugezen van het eiland. In 1658 is dat zover.
- Vimala Dharma Surya II 1687
- Narendra Sinha 1707
- Vijaya Rajasinha 1739
- Kirtisri 1747 Trekt in 1760 ten strijde tegen de VOC, wat in 1765 leidt tot de verovering van Kandy door de VOC en een nieuw vredesverdrag.
- Rajadhirarajasinha 1781
- Sri Vikrama Rajasinha 1798 Laatste koning van Kandy, afgezet door de Britten na de verovering van Kandy in 1815 en verbannen naar Zuid-India.

## Koningen van Portugal en Kapiteins-Generaal
- Filips I 1580-1598 (alias Filips II van Spanje)
- Filips II 1598-1621 (alias Filips III van Spanje)
- Pedro Lopos de Sousa 1594
- D. Jeronimo de Azevedo 1594-1613
- D. Francisco de Meneses 1613-1614
- Manuel Mascarenhas Homem 1614-1616
- Nuno Alvares Pereira 1616-1618
- Constantino de Sa de Noronha 1618-1622
- Filips III 1621-1640 (allias Filips IV van Spanje)
- Jorge do Albuquerque 1622-1623
- Constantino de Sa do Noronha 1623-1630
- D. Philippe Mascarenhas 1630-1631
- D. Jorge de Almeida 1631-1633
- Diego de Mello de Castro 1633-1635
- D. Jorge de Almeida 1635-1636
- Diogo de Mello de Castro 1636-1638
- D. Antonio Mascarenhas 1638-1640
- Johan IV 1640-1645 (Braganca dynastie)
- D. Philippe Mascarenhas 1640-1645
- Manuel Mascarenhas Homem 1645-1653
- Francisco de Mello de Castro 1653-1655
- Antonio de Sousa Coutinho 1655-1656
- Antonio de Amaral de Menezes 1656-1658 Jaffna

## Nederlandse Gouverneurs van Ceylon
- Willem J. Coster 1640
- Jan Thyszoon Payart 1640-1646
- Joan Maetsuycker 1646-1650
- Jacob van Kittensteyn 1650-1653
- Adriaan van der Meyden 1653-1660 en 1661-1663
- Rijklof van Goens 1660-1661 en 1663
- Jacob Hustaart 1663-1664
- Rijcklof van Goens 1664-1675
- Rijcklof van Goens Jr 1675-1679
- Laurens Pijl 1679-1692
- Thomas van Rhee 1692-1697
- Gerrit de Heere 1697-1702
- Cornelis Jan Simons 1702-1706
- Hendrik Becker 1706-1716
- Isaac Augustin Rumpf 1716-1723
- Johannes Hertenberg 1723-1726
- Petrus Vuyst 1726-1729
- Stephanus Versluys 1729-1732
- Jacob Christian Pielat 1732-1734
- Diederik van Domburg 1734-1736
- Gustaaf Willem van Imhoff sr. 1736-1739
- Willem Maurits Bruyninck 1739-1712
- Daniel Overbeek 1742-1743
- Julius V.S. van Gollenesse 1743-1751
- Gerard Joan Vreeland 1751-1752
- Joan Gideon Loten 1752-1757
- Jan Schreuder 1757-1762
- L.J. Baron van Eck 1762-1765
- Iman Willem Falck 1765-1785
- Willem J. van de Graaff 1785-1794
- J.G. van Angelbeek 1794-1796

## Britse Gouverneurs van Ceylon
- De Gouverneur van Madras  1796
- Frederick North 1798
- Sir Thomas Maitland 1805
- Sir Robert Brownrigg, Bart 1812
- Sir Edward Paget 1822
- Sir Edward Barnes 1824
- Sir Robert W. Horton, Bart 1831
- J.A.S. Mackenzie 1837
- Sir Colin Campbell 1841
- Viscount Torrington 1847
- Sir G.W. Anderson 1850
- Sir Henry G Ward 1855
- Sir Charles Justin MacCarthy 1860
- Sir Hercules G.R. Robinson 1865
- Sir William H. Gregory 1872
- Sir James R. Longdon 1877
- Sir Arthur H. Gordon 1883
- Sir Arthur B. Havelock 1890
- Sir J. West Ridgeway 1896
- Sir Henry Arthur Blake 1903
- Sir Henry B. M`Callum 1907
- Sir Robert Chalmers 1913
- Sir John Anderson 1916
- Sir William H. Manning 1918
- Sir Hugh Clifford 1925
- Sir H.J. Stanley 1927
- Sir Grame Thompson 1931
- Sir Reginald Edward Stubbs 1931
- Sir Andrew Caldecott 1937
- Sir Henry Monck Mason Moore 1948
- Viscount Soulbury 1949
- Sir Oliver Goonetilleke (Governor General) 1954
- William Gopallawa (Governor General) 1962

## Presidenten vanSri Lanka
- William Gopallawa  1972-1978
- Junius Richard Jayawardena 1978-1989
- Ranasinghe Premadasa 1989-1993
- D. B. Wijetunga 1993-1994
- Chandrika Bandaranaike Kumaratunga 1994-2005
- Mahinda Rajapaksa 2005-2015
- Maithripala Sirisena 2015-2019
- Gotabaya Rajapaksa 2019-2022
- Ranil Wickremesinghe 2022-2024
- Anura Kumara Dissanayake 2024-heden

Voor een overzicht van alle pagina's met betrekking tot Sri Lanka op Wikipedia zie Sri Lanka van A tot Z.